# João Carlos Martins
João Carlos Martins, né le 25 juin 1940 à São Paulo, est un pianiste brésilien. Il a enregistré les œuvres complètes pour clavier de Bach.
Avec Glenn Gould, il fut considéré comme l'un des meilleurs interprètes de Bach. 
A 18 ans, on lui détecte une maladie (dystonie focale) qui touche ses mains, et le contraint pendant plusieurs années à ne jouer que de la main gauche et avec un seul doigt de la main droite. 
En 2020, il peut de nouveau jouer avec ses deux mains grâce à une paire de gants technologiques. 

## Documentaire
- Die Martins-Passion (96 min, Allemagne, 2004)